# 约翰娜·伊科宁
约翰娜·伊科宁（芬蘭語：Johanna Ikonen，1969年1月9日—），生于约恩苏，芬兰女子冰球运动员。她曾代表芬兰国家队参加1998年冬季奥林匹克运动会冰球比赛，获得一枚铜牌。